# Rue d'Aguesseau (Paris)
Pour les articles homonymes, voir Rue d'Aguesseau.
La rue d’Aguesseau est une rue du 8e arrondissement de Paris. 

## Situation et accès
Elle commence au 60, rue du Faubourg-Saint-Honoré et se termine au 23, rue de Surène.
Le quartier est desservi par les lignes 8, 12 et 14 à la station Madeleine.

## Origine du nom
La rue doit son nom à Joseph Antoine d'Aguesseau, conseiller honoraire au Parlement de Paris et frère cadet du chancelier d'Aguesseau.

## Historique
La fabrique de l'église de la Madeleine possédait depuis un temps immémorial des marais situés entre les actuelles rues du Faubourg-Saint-Honoré et de Surène. En 1690, devant la croissance de la population du faubourg de la Ville-l'Évêque, le curé de la Madeleine installa sur une partie de ces marais un cimetière d'une superficie d'environ 200 toises, celui situé à proximité immédiate de l'église étant devenu trop petit. Ce nouveau cimetière, qu'on appelait le « grand cimetière des pauvres », avait son entrée vers les nos 29 à 33 actuels de la rue de Surène et s'étendait jusqu'à l'emplacement actuel de la rue Montalivet.
En 1721, le curé de la Madeleine échangea le cimetière du chemin de Surène avec un sieur Descazaux qui s'engagea à acquérir pour le donner à la fabrique le terrain nécessaire à l'agrandissement de l'ancien cimetière proche de l'église. Le 17 avril 1723, Descazaux vendit le terrain du grand cimetière à Joseph Antoine d'Aguesseau (1676-1744), frère cadet du chancelier d'Aguesseau, conseiller honoraire au Parlement de Paris, ainsi que M. de Champeron et Mme de La Vergne, qui avaient obtenu par lettres patentes du 6 février 1723 l'autorisation d'y créer un grand marché comprenant six étals de boucherie. On y accédait par l'actuelle rue de Duras, ouverte en 1723 sur les jardins de l'hôtel de Duras. Mais, trop excentré, le marché périclita et des lettres patentes datées du camp d'Alost le 16 août 1745 en autorisèrent le transfert à un emplacement situé entre la rue de la Madeleine (rue Boissy-d'Anglas) et la rue Royale sur un terrain vendu par l'avocat André Mol de Lurieux.

## Bâtiments remarquables et lieux de mémoire

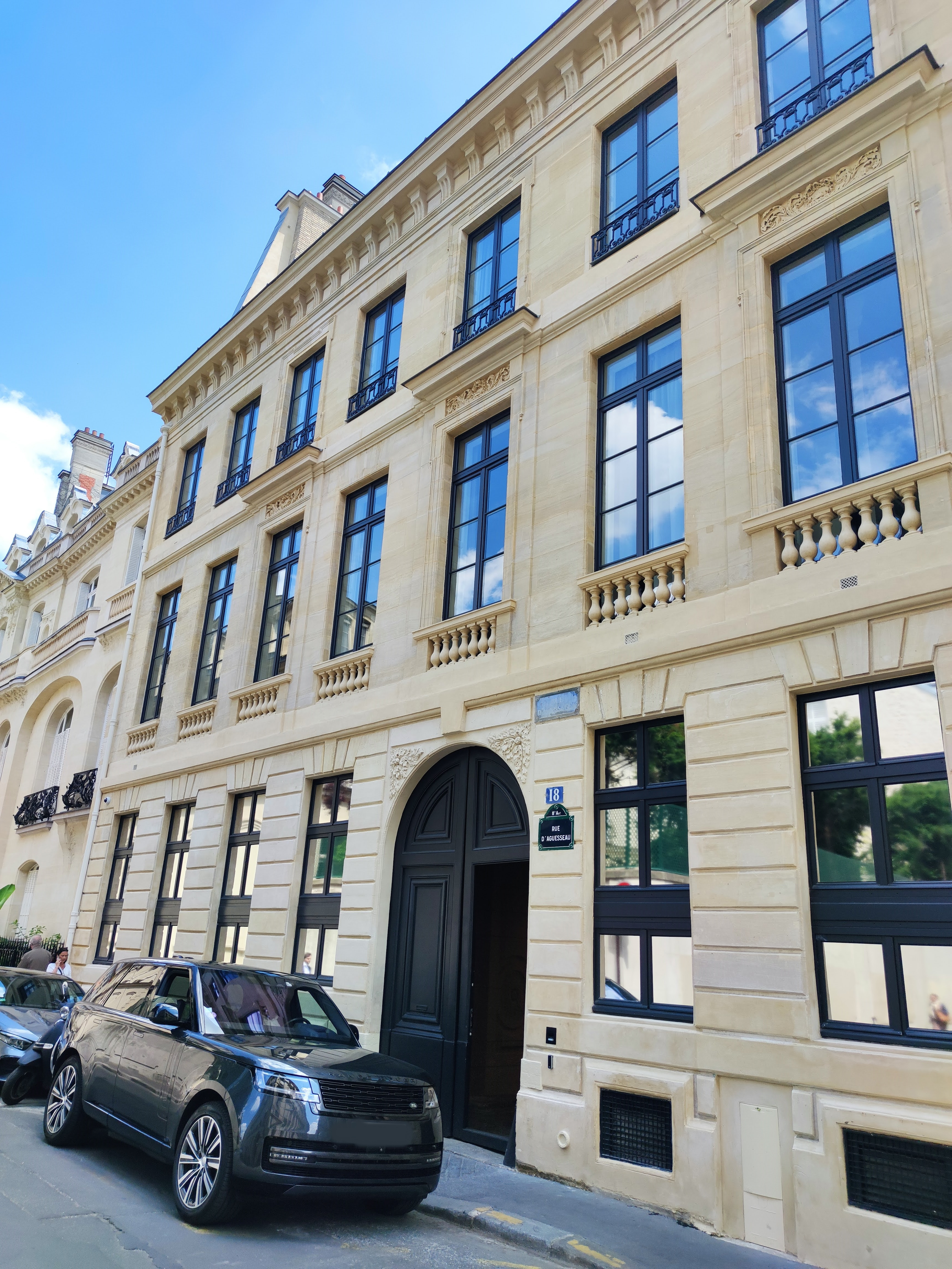
No 18 : siège de l'entreprise américaine Snap Inc..

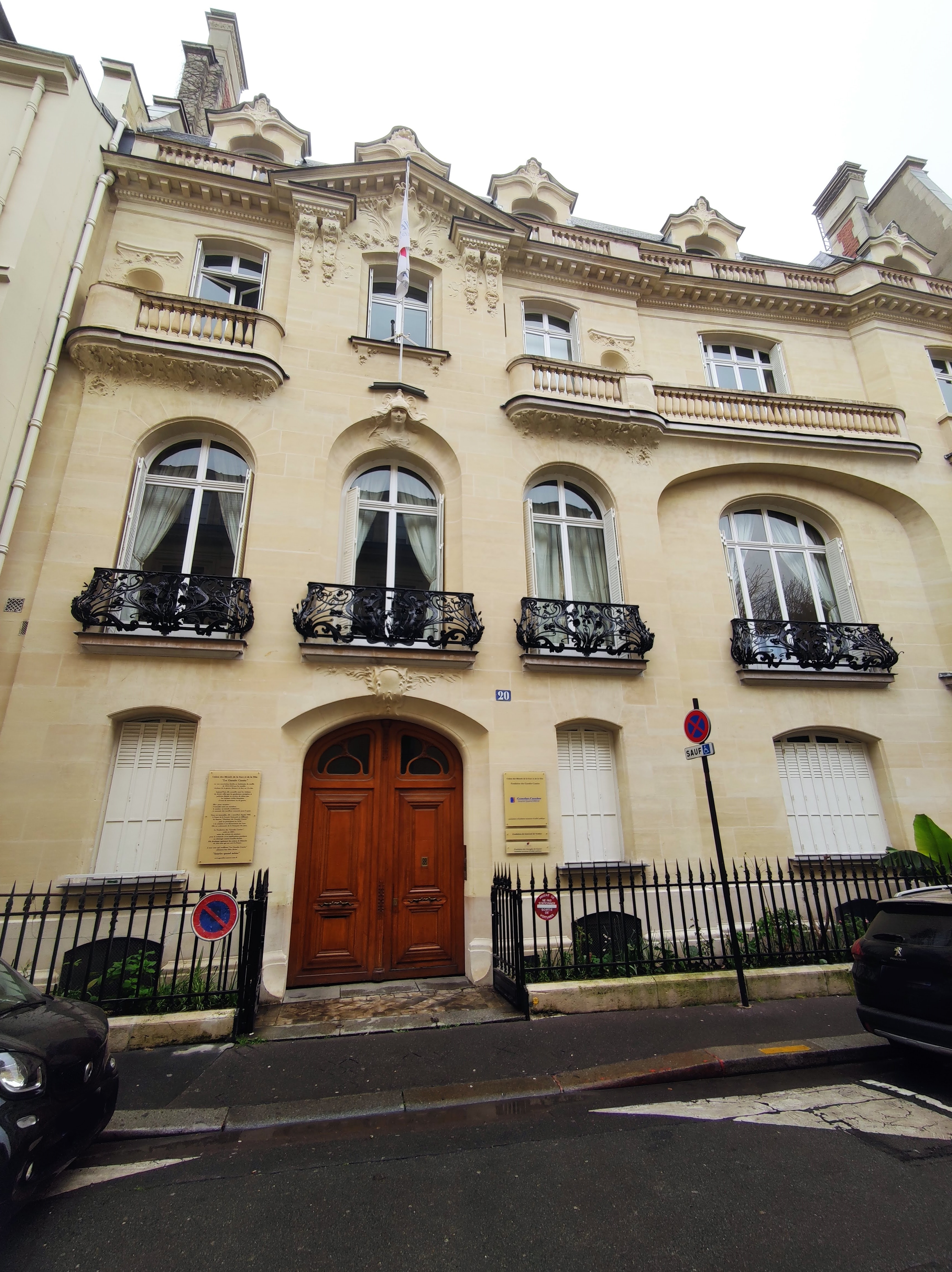
No 20 : siège de l'association Les Gueules Cassées.

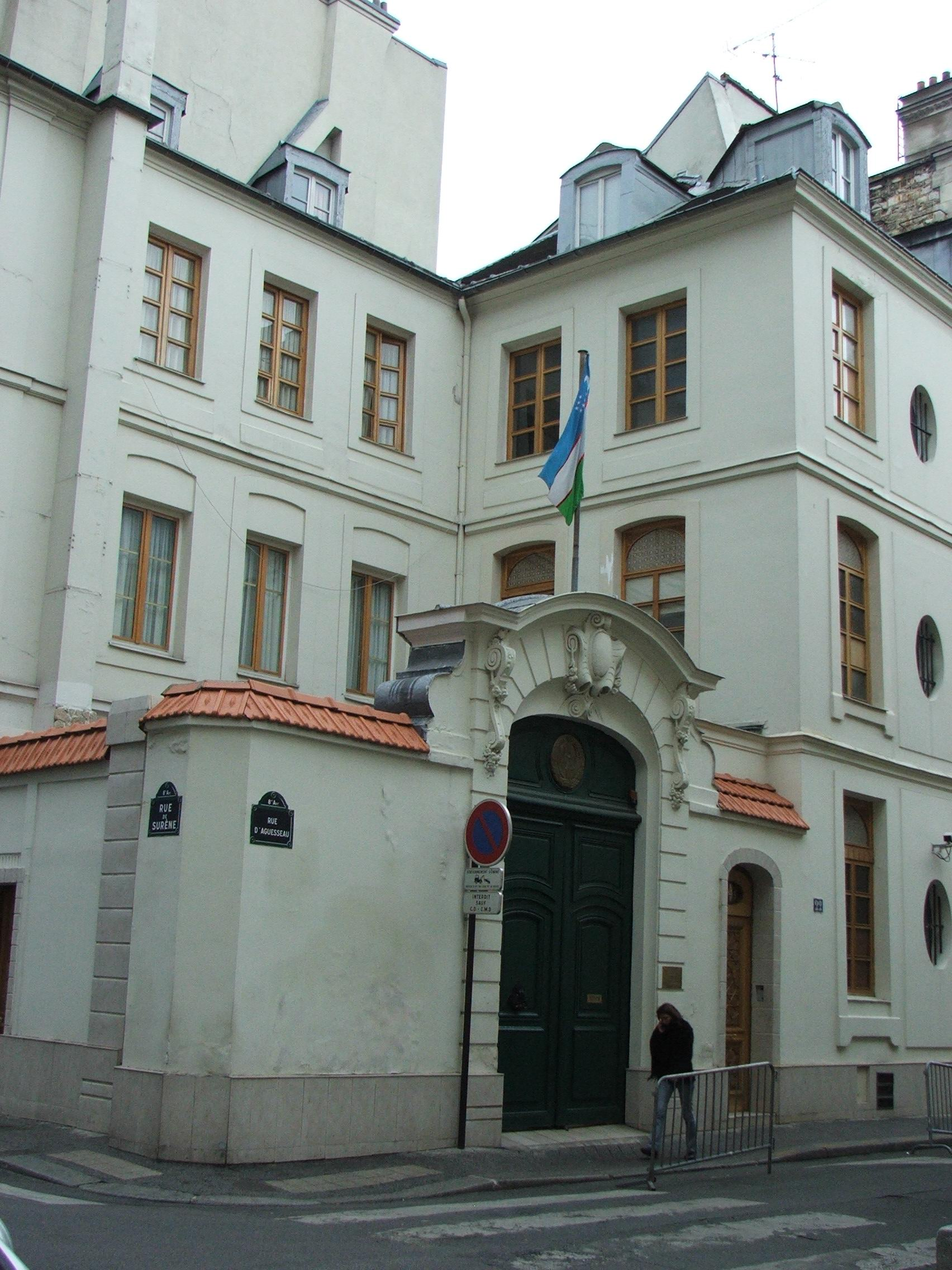
No 22 : ambassade d'Ouzbékistan.

- No 5 : immeuble moderne abritant l'église anglicane Saint Michael's.
- No 7 : consulat général du Royaume-Uni à Paris dans les années 1900[4].
- No 9 : consulat de Cuba dans les années 1920[5].
- No 11 : aurait été habité par la princesse Élisa Bonaparte (1777-1820)[6].
- No 13 : hôtel de Durfort-Duras (1773), très remanié. Boniface de Castellane (1788-1862), maréchal de France, y a habité[7].
- No 18 : hôtel ayant appartenu avant la Révolution française à la comtesse de La Cropte de Saint-Abre, acquis comme bien national le 5 pluviôse an X (25 janvier 1802) par M. Biennais, puis passé à son gendre Jean-Jacques Berger, préfet de la Seine de 1848 à 1853.
Le citoyen Lemitre, fondé de pouvoir, le donna à bail à la Ville de Paris pour servir de siège à la mairie de l'ancien Ier arrondissement, précédemment locataire de l'hôtel de Lastours, 94, rue du Faubourg-Saint-Honoré. Le maire était alors Charles Huguet de Montaran (1724-1807), père du marquis de Sémonville. Jacques Molinos, architecte de la Ville, fut chargé des travaux d'appropriation. En 1811, la mairie d'arrondissement fut transférée à l'hôtel Vignon, 14, rue du Faubourg-Saint-Honoré[8]. Héberge de 1998 à 2019 un Organisme International représentant 47 pays : l'OIV. Il existe un souterrain secret qui passe sous la cour principale de l'immeuble, il était prévu pour l'évacuation des nobles par la rue d'Anjou à l'époque révolutionnaire.
En 2025, après trois ans de travaux, l’édifice est investi par un nouvel occupant : l’entreprise américaine Snap Inc. (qui produit notamment les applications Snapchat, Bitmoji et Spectacles). Le bâtiment, vaste de 4 000 m2 répartis sur trois étages, est désormais le lieu de travail d’une centaine de personnes[9].
- No 20 : siège social depuis 1935 de l’association Les Gueules Cassées, fondée après la Première Guerre mondiale par les mutilés victimes de la guerre, blessés au visage ou à la tête.
- No 22 (angle de la rue de Surène) : vestiges (très dénaturés) du petit hôtel de L'Aigle[3]. Puis hôtel du comte de Foy, appartenant à M. Arnaud de l'Ariège (en 1910)[6]. Abrite aujourd'hui l'ambassade d'Ouzbékistan.

## Bâtiments détruits
- No 1 : anciennement hôtel de Castries (en 1787)[6].
- No 5 : anciennement hôtel d'Armaillé[6]. Habité par Louis Marquet, baron de Montbreton (1764-1834)[10].
- No 12 : immeuble ayant appartenu à l'architecte Hubert Rohault de Fleury (1779-1846), puis à son fils, l'architecte Charles Rohault de Fleury (1801-1875), « qui n'a fait qu'ajouter à l'hôtel un arrière-corps de bâtiment[3] », construit sur un terrain qui appartenait au moment de l'ouverture de la rue au maître maçon Gobier.
- No 20 : anciennement grand hôtel de L'Aigle[11], habité ensuite par le comte Alexandre de Girardin (1776-1855), lieutenant général, premier veneur de Louis XVIII et de Charles X[3], puis par son fils, le patron de presse Émile de Girardin.

## Sources
- Charles Lefeuve, Les Anciennes Maisons de Paris. Histoire de Paris rue par rue, maison par maison, t. V, Paris, C. Reinwald, 1875, 5e éd..
- Félix de Rochegude, Promenades dans toutes les rues de Paris : VIIIe arrondissement, Paris, Hachette, 1910 (lire en ligne).